# Clavicembalista

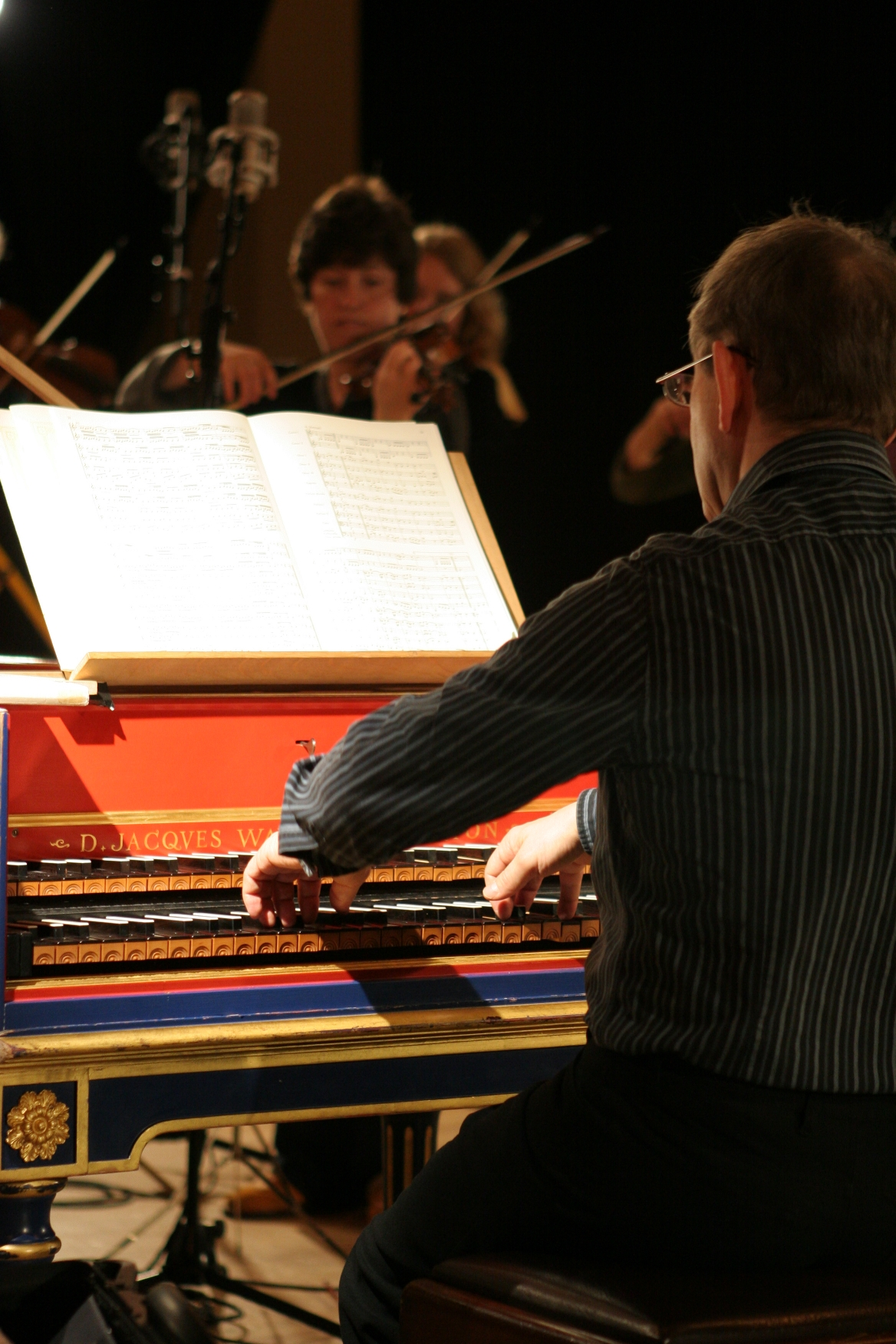
Trevor Pinnock, un clavicembalista

Un clavicembalista o clavecinista és un músic que interpreta obres al clavicèmbal. En l'època barroca els clavecinistes els noms dels quals han arribat fins als nostres dies eren també compositors. El clavecinista en principi també interpreta obres en altres instruments de teclat i cordes polsades, com el virginal; alguns també interpreten altres instruments de teclat com ara l'orgue (Gustav Leonhardt), el fortepiano (Andreas Staier), o fins i tot el piano.
Després de l'oblit de l'instrument al segle xix, al començament del segle xx es recupera la interpretació al clavicèmbal, especialment gràcies a la pianista Wanda Landowska, que s'hi dedicà de forma exclusiva; malgrat tot, interpretava sobre un clavicèmbal «modern» construït per Pleyel, molt basat en els grans pianos de l'època i que tenia poc a veure amb els clavicèmbals del segle xviii, amb un so molt més metàl·lic i sorprenentment feble. Fou a partir dels anys 1950, amb els estudis del clavecinista i organista Gustav Leonhardt, que es començà a recuperar la interpretació de l'instrument tal com es feia al barroc, moment que coincideix amb la recuperació de la tècnica de construcció de clavecins seguint els models barrocs.
A continuació presentem una llista no exhaustiva de clavecinistes destacats del segle xx i XXI:
- Rinaldo Alessandrini
- Olivier Baumont
- Laurence Boulay
- Claudio Brizi (també organista)
- Jean-Patrice Brosse
- Emer Buckley
- Roberto Carnevale
- Elisabeth Chojnacka (clavecí modern)
- Jesper Christensen
- William Christie
- Graziella Concas
- Alan Curtis (clavicembalista)
- Thurston Dart
- Richard Egarr
- Huguette Dreyfus
- Céline Frisch
- Kenneth Gilbert
- Huguette Grémy-Chauliac
- Pierre Hantaï
- Brigitte Haudebourg
- Siebe Henstra
- Christopher Hogwood
- Pappas Iakovos
- Rolf Junghanns
- Ralph Kirkpatrick
- Charles Koenig
- Robert Kohnen
- Ton Koopman
- Dom André Laberge
- Mireille Lagacé
- Wanda Landowska (clavecí modern)
- Françoise Lengellé
- Gustav Leonhardt (també organista)
- Harold Lester
- Alessandro de Marchi
- Mitzi Meyerson
- Oscar Milani
- Davitt Moroney
- Hervé Niquet
- Guy Penson
- Trevor Pinnock
- Réjean Poirier
- Rafael Puyana
- Blandine Rannou
- Mario Raskin
- Yves Rechsteiner (també organista)
- Scott Ross (també organista)[3]
- Christophe Rousset
- Zuzana Ruzickova[4]
- Skip Sempé
- Andreas Staier
- Laurent Stewart
- Armin Thalheim
- Colin Tilney
- Anneke Uittenbosch
- Bob van Asperen
- Aimée van de Wiele
- Jos van Immerseel
- Blandine Verlet
- Robert Veyron-Lacroix
- Jori Vinikour
- Helmut Walcha
- Kenneth Weiss
- Aline Zylberajch
- Jean Rondeau